# David Komatz
David Komatz est un biathlète autrichien, né le 10 décembre 1991 à Aigen im Ennstal.

## Biographie
Sa carrière internationale commence en 2009 aux Championnats du monde junior de Canmore. En 2012, il est deux fois sixième aux Championnats d'Europe à Osrblie et cinquième de l'individuel aux Championnats du monde junior à Kontiolahti.
Représentant le club ATV Aigen-Irdning, il fait ses débuts en Coupe du monde lors de la saison 2013-2014 à Oberhof. Ensuite lors des Championnats d'Europe, à Nové Město na Moravě, réservés auxmoins de 26 ans, il remporte la médaille d'or au relais et celle de bronze au sprint. Il marque ensuite ses premiers points dans la Coupe du monde lors du sprint d'Oslo-Holmenkollen avec une 15e place puis améliore se rang sur la mass-start avec une 12e position.
En 2016, il est sélectionné pour ses premiers championnats du monde à Oslo.
En fin d'année 2020, alors que cela fait plus de trois ans qu'il ne marque plus de points en Coupe du monde et n'obtient aucun podium en IBU Cup, il fait son retour dans le top 40 en Coupe du monde à Kontiolahti. Au mois de janvier 2021, il établit son nouveau meilleur résultat à ce niveau avec une douzième place sur l'individuel d'Anterselva. Ensuite aux Championnats du monde à Pokljuka, il remporte la médaille d'argent sur le relais mixte avec Simon Eder, Dunja Zdouc et Lisa Theresa Hauser.

## Palmarès

### Jeux olympiques
| Édition / Épreuve | Individuel | Sprint | Poursuite | Mass start | Relais | Relais mixte |
| ----------------- | ---------- | ------ | --------- | ---------- | ------ | ------------ |
| Pékin 2022        | 45e        | 69e    | —         | —          | 10e    | —            |

Légende :
- — : non disputée par Komatz

### Championnats du monde
| Édition / Épreuve | Individuel | Sprint | Poursuite | Mass start | Relais | Relais mixte             | Relais mixte simple              |
| ----------------- | ---------- | ------ | --------- | ---------- | ------ | ------------------------ | -------------------------------- |
| Oslo 2016         | 41e        | —      | —         | —          | —      | —                        | Épreuve inexistante à cette date |
| Pokljuka 2021     | 49e        | 38e    | 24e       | —          | 10e    | Médaille d'argent, monde | —                                |
| Oberhof 2023      | 24e        | 13e    | 27e       | 24e        | 14e    | 4e                       | Médaille d'argent, monde         |
| Nové Město 2024   | 34e        | 29e    | 30e       | 21e        | 12e    | 6e                       | —                                |
| Lenzerheide 2025  | 26e        | 49e    | 57e       | —          | 12e    | 17e                      | —                                |

Légende :

 :épreuve inexistante

- : n'a pas participé à l'épreuve

### Coupe du monde
- Meilleur classement général : 31e en 2021.
- Meilleur résultat individuel : 9e, en 2025.
- 2 podiums :
  - 1 podium en relais mixte : 1 deuxième place.
  - 1 podium en relais mixte simple : 1 deuxième place.

#### Classements en Coupe du monde
| Saison    | Classement général final | Individuel | Sprint | Poursuite | Mass start |
| 2013-2014 | 56e                      |            | 59e    | 65e       | 29e        |
| 2014-2015 | 73e                      | 60e        | 71e    | 69e       |            |
| 2015-2016 | 82e                      | 46e        | nc     | nc        |            |
| 2016-2017 | 84e                      | nc         | 72e    | nc        |            |
| 2017-2018 | nc                       | nc         | nc     | nc        |            |
|           |                          |            |        |           |            |
| 2019-2020 | nc                       | nc         | nc     | -         |            |
| 2020-2021 | 31e                      | 25e        | 33e    | 36e       | 26e        |
| 2021-2022 | 61e                      | 25e        | 79e    | 60e       | 46e        |
| 2022-2023 | 33e                      | 24e        | 34e    | 32e       | 34e        |
| 2023-2024 | 41e                      | 42e        | 37e    | 47e       | 43e        |

### Championnats d'Europe
- Médaille d'or du relais en 2014.
- Médaille de bronze du sprint en 2014.

### IBU Cup
- 3 podiums individuels.